# Eleonora Resta
Eleonora Resta (Bergamo, 19 marzo 1968 – 2019) è stata una showgirl e modella italiana, vincitrice del concorso di bellezza Miss Italia 1985.

## Biografia
Dopo essere stata eletta Miss Italia, ha lavorato nel mondo della moda e in televisione come valletta a La corrida, Il gioco dei 9, Un fantastico tragico venerdì e TeleMike, per poi ritirarsi a vita privata. È morta nel 2019 per un tumore ai linfonodi.